# Qi (empereur)
Pour les articles homonymes, voir Qi.
Qi 啟, aussi dit Di Qi (帝啟), il fut le deuxième roi de la dynastie Xia. Succédant à son père Yu le Grand, il fut l'un des grands souverains de cette dynastie. C'est à la suite de sa succession de son père que, formellement le système dynastique est instauré. Il transféra la capitale des Xia de Ji (冀) à Xiayi (夏邑) de laquelle il dirigea de 2197 av. J.-C. à 2188 av. J.-C.. Son fils Tai Kang lui succéda.